# SLT 50-3 Elefant

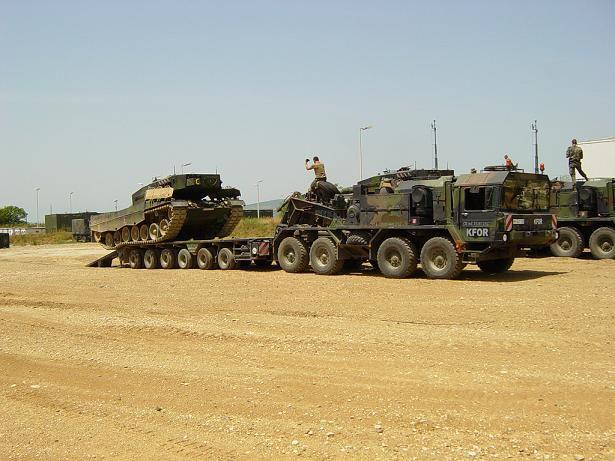
SLT Elefant в германской армии

FAUN SLT (Schwerlasttransporter) 50-3 Elefant — немецкий тяжелый танковый транспортёр. Выпускается компанией Tadano Faun GmbH. 
Первые тягачи были поставлены в апреле 1976 года, используется в настоящее время в немецкой армии. С 2002 года также используется в польской армии.
Предназначен для перевозки грузов при полной массе автопоезда до 500 т, составленного из элементов модульной техники или полуприцепов тяжеловозов.

## Описание
Полноприводные седельные тягачи FAUN SLT — это грузовые внедорожные транспортные средства, предназначенные для буксировки полуприцепов тяжеловозов, присоединяемых с помощью специального сцепного устройства — седла ССУ тягача. При этом ССУ здесь является единственным связующим звеном между тягачом и прицепом, поэтому обладает повышенной прочностью и выносливостью.
Тягач с седельно-сцепным устройством представляет собой транспортное средство оснащённое системой полного привода и односкатной ошиновкой на широкопрофильных шинах, что позволяет реализовать высокую мощность двигателя свыше 1000 л. с., и создать высокую тягу на колесах при транспортировке крупногабаритных и тяжеловесных грузов в составе седельных автопоездов а при транспортировке с помощью сцепного дышла и прицепов модулей.
По своим характеристикам тягач FAUN относится к дорожному автономному локомотиву, т. е. к безрельсовому транспортному средству, на пневматическом ходу, используемому для перемещения несамоходного прицепного состава. По роду службы дорожный локомотив FAUN SLT относится к магистральным тягачам, т. е. предназначен для передвижения на межконтинентальные расстояния в полной массе автопоезда свыше 500 т.
Благодаря компактности и большой манёвренности, трактор-тягач FAUN способен к маневровым тяговым работам подвижного состава в пределах производства, а в отдельных случаях, и с выездом на перегон, будучи тягачом Prime Mover в составе одного тягача в составе автопоезда свыше 1000 т.
Маневровую работу тягач FAUN выполняют на вытяжных путях (вытяжках), сортировочных горках, полугорках, наклонных путях и парках. На вытяжных путях полуприцепы и прицепы передвигаются с помощью тяги локомотива, на горках — под действием силы тяжести, на полугорках — с помощью тяговых возможностей тягача и под действием силы тяжести. Встроенные лебедки тягача-локомотива применяют для перестановки полу-прицепов и прицепов на погрузочно-разгрузочных и ремонтных дорогах и путях.
Тягач может использоваться в качестве балластного тягача. Для этого спереди и сзади у тягача имеются пальцевые муфты (фаркопы) и буксирные тягово-сцепные устройства Rockinger RO58-1000 рассчитанные на 1000 т. Седельный тягач предназначен для перевозки грузов при полной массе автопоезда до 295 т, составленного из элементов модульной техники. Полноприводная трансмиссия тяжеловоза FAUN позволяет использовать данные тягачи для перевозки тяжеловесных грузов в условиях бездорожья, позволяя преодолевать сложные участки дорог на пути следования к труднодоступным объектам.
Седельный большегрузный тягач FAUN эффективно работает в составе автопоездов общей массой до 500 т, на асфальте, грунтовых дорогах и любой пересеченной местности. Все компоненты тягача отличаются повышенной выносливостью и работоспособностью — машина специально оптимизирована для работы в тяжёлых и экстремальных условиях.

## Конструкция
Тягач оснащен мощной сверхпрочной рамой, односкатной ошиновкой на колесах 18 R22,5., многолитровым турбированным дизельным двигателем водяного охлаждения Deutz TBD V12 мощностью 1000 л. с., гидромеханической полуавтоматической КПП с встроенным гидродинамическим замедлителем высокой эффективности.
Мосты тягача с двухступенчатой редукцией имеют блокировки всех межосевых и межколесных дифференциалов, в комплектацию включена эвакуационная лебёдка и тяговые тросовые лебёдки с гидроприводом суммарной тягой 100 т.
Шасси:
В основе шасси мощная высокорасположенная мощная С-образная рама, лестничного типа, изготовленная из высокопрочного и эластичного сплава. Рама состоит из лонжеронов, поперечин и вложенных усилителей.
Толщина стенки лонжерона составляет 14 мм. Ширина полки лонжерона 103 мм, высота лонжерона 300 мм. Расстояние между лонжеронами рамы 1300 мм. В раму интегрирован передний стальной бампер изготовленный из 5 мм стали. На обоих концах рамы размещены силовые поперечные балки с установленными буксирными приборами ТСУ и коммутационным оборудованием для подключения прицепа а также буксирные и эвакуационные петли спереди 2 × 30 + 2 × 15 тонн и 2 × 30 тонн задние.
Светотехническое оборудование автомобиля спереди, сзади и крыши кабины оснащено защитными решетками. На раме в пределах колесной базы смонтирован двигатель с гидропередачей, агрегаты трансмиссии, подвески колес, устройства ССУ и ТСУ, рулевое управление, кабина, лебедки с гидроприводом, и другое оборудование.
Силовая установка:
Промышленный низкооборотистый турбомотор марки Deutz MWM TBD 234 V12 Twin Turbo. Двигатель внутреннего сгорания с воспламенением от сжатия, дизельный, 4-тактный, V-образный, 12-цилиндровый, жидкостного охлаждения с двойным газотурбинным турбо-приводным компрессором и промежуточным охладителем наддувочного воздуха типа «воздух-воздух».
Рабочий объем цилиндров двигателя составляет 22 л, мощность двигателя 1000 л. с. Максимальный крутящий момент 3800 Нм. Устройство впрыска топлива: непосредственный впрыск топлива с помощью механического ТНВД. На системе выпуска установлен моторный тормоз мощностью 500 кВт.
Система питания двигателя оснащена подогревом и топливным фильтром с водяным сепаратором. Объем охлаждающей жидкости двигателя 200 л, площадь радиаторов охлаждения 13 000 см². Объем масла двигателя 70 л. Объем топлива в баках 800 л.
Трансмиссия:
Привод колес постоянный полный 8 × 8 (привод на все оси тягача), с принудительными блокировками 4 межколесных и 3 межосевых дифференциалов. Коробка передач планетарная, полуавтоматическая селективная с гидрообъемной передачей марки Zahnrad Fabrik Hydromedia 4PW200 HP2.
Количество передач в КПП вперед/назад: — 8/4. Диапазон скоростей в режиме максимальной мощности от 2,5 до 65 км/ч. Гидротрансформатор одноступенчатый ZF W500-10/3.1 с функцией блокировки ГТР и автоматическим изменением крутящего момента в диапазоне от 1:1 до 3:1. Встроен гидродинамический тормоз замедлитель-ретардер мощностью 600 кВт. Гидромеханическая передача ZF позволяет автоматически регулировать скорость и тягу в зависимости от нагрузки, обеспечивает плавность хода и быстрое переключение скоростей.
Гидротрансформатор ZF Transmatic сблокирован с КПП, и оснащен принудительным охлаждения масла с помощью выносного радиатора. Картер коробки переключения передач, ГТР, керамического сцепления и раздаточной коробки общий. Моноблок автоматизированной трансмиссии Zahnrad Fabrik Hydromedia расположен по центру рамы автомобиля. Объём масла КПП с учётом выносного бака 100 л.
- Коробка смены передач гидромеханическая ГСК состоит из последовательно соединённых гидротрансформатора содержащего фрикцион блокировки нормально-разомкнутого типа, фрикционного дискового сцепления, планетарной ступенчатой коробки передач с ручным переключением. Преимущества: передача крутящего момента внутри гидротрансформатора происходит без жесткой кинематической связи, исключаются ударные нагрузки на трансмиссию благодаря отсутствию жесткой связи облегчается дозирование тяги на ведущих колесах, автоматическое плавное увеличение крутящего момента под нагрузкой, в широком диапазоне. Коэффициент трансформации от 1 до 3. Встроен гидродинамический тормоз замедлитель-ретардер. Установлена коробка отбора мощности.

Ходовая часть и колесные мосты:
Ведущие и управляемые колёсные мосты передней тележки марки FAUN, неразрезные зависимого типа, с бортовыми планетарными колесными редукторами планетарного типа и принудительной межколесной блокировкой. Привод колес: двойной карданный шарнир.
Подвеска рессорно-балансирная на реактивных штангах с резинометаллическими шарнирами. Рессоры полуэллиптические малолистовые с гидравлическими стойками-амортизаторами двойного действия и стабилизаторами поперечной устойчивости. Подвеска мостов марки FAUN, количество и размеры рессор: листы штук — 4, Т × Ш × Д, в мм — 28 × 110 × 1700. Для выравнивания давления внутри картера мостов в верхней части картера установлены предохранительные клапаны — сапуны. Шланги вентиляции картера выведены выше уровня рамы. Несущая способность мостов суммарная 40 000 кг.
Ведущие мосты задней тележки марки FAUN, неразрезные зависимого типа, с бортовыми планетарными колесными редукторами планетарного типа и принудительной межколесной блокировкой. Подвеска рессорно-балансирная на реактивных штангах с резинометаллическими шарнирами. Рессоры полуэллиптические малолистовые с гидравлическими стойками-амортизаторами двойного действия и стабилизаторами поперечной устойчивости. Подвеска мостов марки FAUN, количество и размеры рессор: листы штук — 5, Т × Ш × Д, в мм — 38 × 120 × 1620. Для выравнивания давления внутри картера мостов в верхней части картера установлены предохранительные клапаны — сапуны. Шланги вентиляции картера выведены выше уровня рамы. Несущая способность мостов суммарная 40 т. Передаточное число главной передачи 10,24:1.
Тормозная система:
Тормоза барабанного типа. Привод двух контурный, пневматический с антиблокировочной системой ABS. Тормозные механизмы оборудованы системой автоматического регулирования. Тормозные энергоаккумуляторы установлены на четырех осях. Привод стояночного тормоза на колеса задней тележки.
Дополнительно выведены 2 линии прицепа. Объем воздушных ресиверов 2 × 80 + 3 × 50 л. Система осушения пневмосистемы с использованием изопропилового спирта и системы воздушной подготовки Wabco. Для удержания машины на уклоне тормозная система оснащена автоматическим удержанием Hill holding.
Рулевое управление:
Двухконтурное рулевое управление с гидравлическим усилением и силовыми гидроцилиндрами двойного действия привода первой и второй оси. Система оснащена резервной гидравлической системой с приводом от гидронасоса установленного на вторичном валу КПП.
Колёса:
Ошиновка односкатная. Колёса дисковые Lemmerz 14.00-22,5. Шины камерные с регулируемым давлением Michelin XZL 445/65 R22.5 или18 R22.5 Michelin XS. Количество колёс 8+1. Установлена система центральной подкачки колес. Шины специальные, широкопрофильные (ширина свыше 445 мм) с рабочим давлением под нагрузкой в пределах 4-8 бар.
Кабина:
Цельнометаллическая, бескапотная, вынесена вперед двигателя, откидывается вперед, 4-местная, комфортабельного типа с системой кондиционирования и автономного отопления воздушным отопителем салона Webasto и предпусковым жидкостным подогреватель двигателя Webasto. Ветровое стекло разделено на две равные части. Подвеска кабины выполнена с учетом постоянной эксплуатации на бездорожье. Установлен эвакуационный люк в крыше диаметром 800 мм.
Оборудование:
Тяговые лебедки с гидроприводом 2 × Rotzler HZ200, 2-х скоростные с встроенным одноблочным полиспастом тягой суммарной 100 тс. Диаметр тросов 26 мм, длина 55 м.
Передний и задний буксирный прибор типа «тяни-толкай» ТСУ Rockinger RO56 с допустимой нагрузкой в 300.
Седельно-сцепное устройство ССУ Jost JSK 38 G1 king pin 3.5 inch.

## Производство
324 SLT 50 были построены до 1979 года. Начиная с 1994 все 324 были модернизированы и получили индекс SLT 50-3. Эта программа модернизации была завершена в 2000 году.

## Технические характеристики
| Технические характеристики | Данные                           |
| -------------------------- | -------------------------------- |
| Производитель              | FAUN Германия                    |
| Назначение                 | тягач-тяжеловоз                  |
| Колесная формула 8 × 8 / 4 |                                  |
| Двигатель - мощность л.с.: | MWM TBD 234 V12 TwinTurbo - 1000 |
| Колесная формула           | 8 × 8 / 4                        |
| Нагрузка на ССУ, т         | 35                               |
| Полная масса автопоезда, т | 500                              |
| Полная масса, т            | 60                               |
| Максимальная скорость км/ч | 65                               |